# Geschwader
Uma Geschwader (em português: Ala) era a denominação asas de comando da Luftwaffe. Cada Geschwader era formada por um único tipo de aeronave (caças, bombardeiros, bombardeiros de mergulho, etc.) que eram chamadas de Jagdgeschwader (JG), Nachtjagdgeschwader (NJG), Zerstörergeschwader (ZG), Kampfgeschwader (KG), Schlachtgeschwader (SG ou Sch.G) e Sturzkampfgeschwader (StG).
A abreviação destas unidades se faz utilizando o nome da especialidade da unidade (Ex: Nachtjagdgeschwader) seguida de seu número. Então a Nachtjagdgeschwader 1 se torna NJG 1, Jagdgeschwader 52 JG 52.
Algumas destas Geschwader possuíam um "Título de Honra" ou um apelido que as identificavam. Alguns destes títulos eram sobrenomes de famosos heróis de guerra, como por exemplo Richthofen (JG 2), Hindenburg (KG 1), Mölders (JG 51), Böelcke (KG 27) ou um apelido: Grünherz (JG 54), Adler (KG 30), Pik-As (JG 53), Totenkopf (KG 54), Wespen (ZG 1) entre outros.